# Dave Grohl
David Eric Grohl (Warren, 14 de janeiro de 1969) é um cantor, compositor e músico norte-americano. É o fundador, vocalista e guitarrista da banda Foo Fighters. E também ex-baterista das bandas Nirvana, Queens of the Stone Age e Them Crooked Vultures. Por ser extremamente reconhecido inicialmente como baterista do Nirvana (antes do Foo Fighters), foi considerado o 27º maior baterista de todos os tempos pela revista Rolling Stone. No ano de 2003, Grohl casou com Jordyn Blum, com quem tem três filhas.

## Biografia

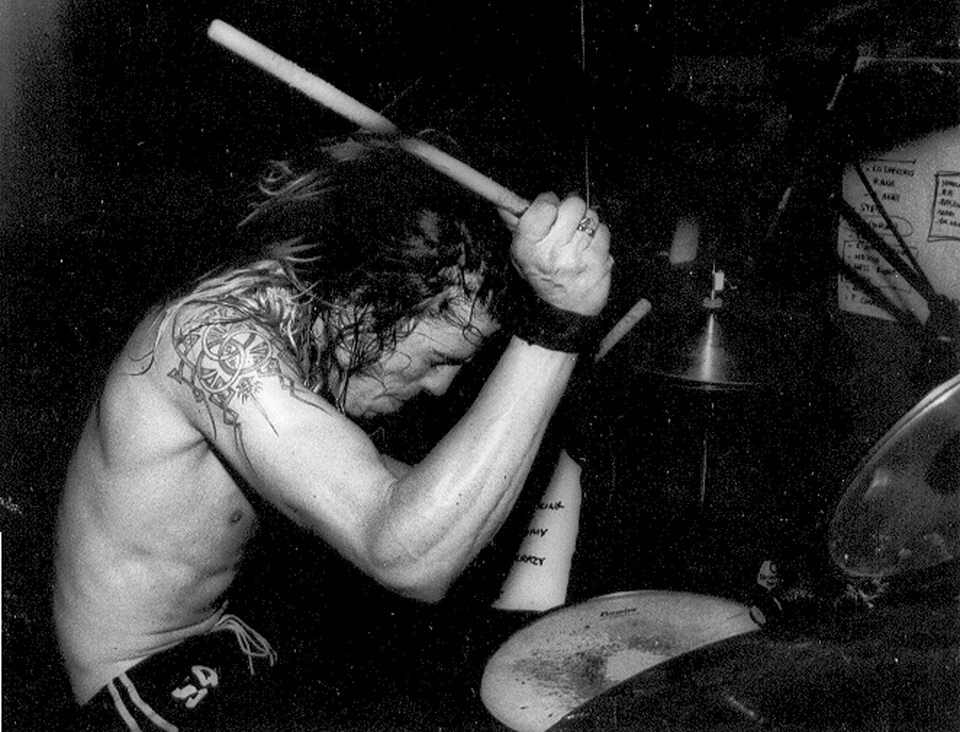
Grohl com sua antiga banda Scream em 1990.

Desde cedo tocou bateria em muitas bandas punk, e aos 14 anos, no começo da década de 1980, entrou para a banda Scream. A primeira vez que Dave viu o grupo Nirvana atuar, foi durante uma turné europeia do Scream. Depois, com a turné cancelada, o fim da banda Scream e ainda alguns problemas financeiros, ligou para Buzz Osborne, um amigo dele que conhecia Kurt Cobain e Krist Novoselic, arranjou o número de telefone de Krist, ligou-lhe e foi para Seattle. Quando chegou, tocou com os dois, que na época tocavam, provisoriamente, com Dan Peters, baterista dos Mudhoney. Kurt e Krist perceberam que ele era o baterista que eles estavam à procura e Dave entrou para a banda.
Em 1992, Grohl gravou a demo Pocketwatch com algumas das suas composições, sob o pseudônimo de Late!
Em 1994, após o suicídio de Kurt Cobain, Grohl entrou em depressão chegou a cogitar largar a música. Após recusar propostas para ser baterista de bandas como Danzig e Tom Petty & the Heartbreakers (com o qual ainda tocaria em uma apresentação no Saturday Night Live), tocou com o supergrupo feito para o filme Backbeat no MTV Movie Awards de 1994 e gravou a bateria do álbum de Mike Watt Ball-Hog or Tugboat? (1995), levando-o a decidir gravar várias das canções que tinha composto ao longo da carreira. Grohl então chamou o produtor Barret Jones, e entrou num estúdio profissional em Seattle, onde ao longo de uma semana gravou onze músicas tocando todos os instrumentos fora uma guitarra de Greg Dulli enquanto este visitava o estúdio, resultando no disco que ele batizou Foo Fighters. Fez cem cópias da fita cassete resultante e mandou para amigos. Logo, várias gravadoras se interessaram e, junto com o guitarrista de apoio do Nirvana Pat Smear e dois músicos da recém-encerrada banda Sunny Day Real Estate Nate Mendel (baixo) e William Goldsmith (bateria), Dave formou o Foo Fighters. A banda desde então gravou mais dez álbuns e foi introduzida ao Hall da Fama do Rock and Roll, no qual Grohl também entrou como parte do Nirvana.
Em 2002, ele participou do CD Songs for the Deaf da banda Queens of the Stone Age tocando bateria e fazendo alguns shows.
Após a turnê do álbum There Is Nothing Left to Lose em 2000, Grohl decidiu gravar alguns instrumentais baseados no metal que ele ouvia crescendo. Eventualmente decidiu lançar um álbum inspirado em Supernatural do Santana convidando seus cantores de metal favoritos. Contando também com o guitarrista Kim Thayil e o amigo Jack Black, o resultado foi o álbum Probot, lançado em 2004 pela Southern Lord Records.
- Faixas do Probot:

1. "Centuries of Sin" - com Cronos (Venom)
2. "Red War" - com Max Cavalera (Sepultura, Soulfly, Cavalera Conspiracy, Nailbomb)
3. "Shake Your Blood" - com Lemmy (Motörhead, Hawkwind)
4. "Access Babylon" - com Mike Dean (Corrosion of Conformity) e Bubba Dupree (Void)
5. "Silent Spring" - com Kurt Brecht (D.R.I.)
6. "Ice Cold Man" - com Lee Dorian (Cathedral, Napalm Death) e Kim Thayil do Soundgarden
7. "The Emerald Law" - com Wino (St.Vitus, Obsessed, Spirit Caravan, Place of Skulls, The Hidden Hand)
8. "Big Sky" - com Tom G. Warrior (Celtic Frost, Apollyon Sun) e Erol Unala (Apollyon Sun, Celtic Frost)
9. "Dictatorsaurus" - com Snake (Voivod)
10. "My Tortured Soul" - com Eric Wagner (Trouble)
11. "Sweet Dreams" - com King Diamond (King Diamond, Mercyful Fate)
12. "I Am The Warlock" - com Jack Black (Tenacious D) (música bônus)

Em 2005 participou como baterista do álbum With Teeth do Nine Inch Nails.
Em 2006, foi convidado para participar do filme Tenacious D, a palheta do Destino e no clipe "Beelzeboss" da banda Tenacious D, formada por Jack Black e Kyle Gass, fazendo o papel do Demônio, além de participar como baterista de todo o álbum The Pick of Destiny.
Em 2009, junto com John Paul Jones (Led Zeppelin) e Josh Homme (Queens of the Stone Age), Grohl formou a banda Them Crooked Vultures, na qual ele toca bateria.
Durante as gravações do sétimo disco do Foo Fighters Wasting Light em 2011, chegou a ter uma semi-reunião do Nirvana quando após Novoselic gravar acordeão em uma faixa do disco, Grohl trouxe ele e Smear para um estúdio e começaram a tocar músicas do Nirvana. Eventualmente os três tocaram na madrugada de quinta-feira, dia 13 de dezembro de 2012, como parte do concerto 121212, idealizado para beneficiar as vítimas do furacão Sandy, em Nova York, e também fizeram junto de Paul McCartney a canção "Cut Me Some Slack" para o primeiro filme dirigido por Grohl, Sound City (2013), sobre o estúdio onde se gravou o álbum do Nirvana Nevermind. Em 2014, Grohl dirigiu uma série documental, Foo Fighters: Sonic Highways, registrando as gravações do álbum Sonic Highways e explorando a história musical das oito cidades onde o projeto ocorreu.
Em uma entrevista com Jack Osbourne em agosto de 2013 para o Fuse News, um integrante da banda Ghost B.C. contou que Grohl já se apresentou com a banda vestido de Nameless Ghoul.
Além disso, Dave já tocou com os músicos mais importantes do mundo, sendo em shows ou participações em programas, dentre eles:
- John Fogerty (Creedence Clearwater Revival)
- Bruce Springsteen
- Chris Martin (Coldplay)
- David Bowie
- Eagles of Death Metal
- Eddie Vedder (Pearl Jam)
- Foo Fighters
- Gnarls Barkley
- Jack White
- Jimmy Page (Led Zeppelin)
- John Paul Jones (Led Zeppelin)
- Juliette Lewis (Juliette and the Licks)
- Lars Ulrich (Metallica)
- Lemmy Kilmister (Motörhead)
- Nirvana
- Paul McCartney
- Peter Frampton
- Queen
- Rush
- Queens of the Stone Age
- Red Hot Chili Peppers
- R.E.M.
- Serj Tankian (System of a Down)
- Slash
- Tenacious D
- The Prodigy
- Tom Petty and the Heartbreakers
- Trent Reznor (Nine Inch Nails)
- Max Cavalera (Sepultura, Soulfly)
- Alanis Morissette
- Joan Jett
- Roger Waters (Pink Floyd)
- Corey Taylor (Slipknot, Stone Sour)
- Cage the Elephant
- Guns N' Roses
- Killing Joke

## Vida pessoal

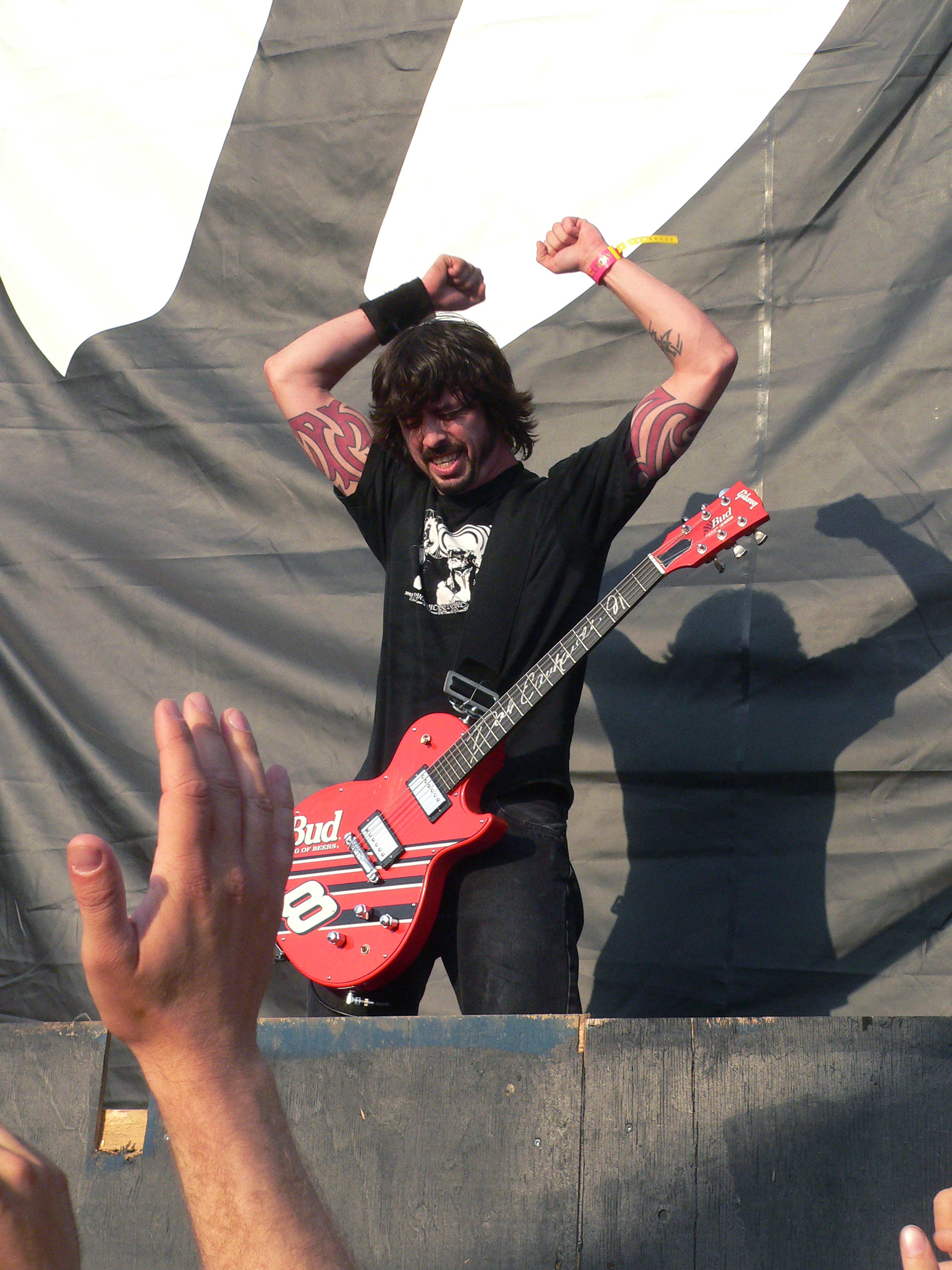
Dave Grohl em 2005.

Dave apesar do sobrenome alemão, também tem ascendência eslovaca e irlandesa. Envolveu-se no início dos anos 90 com a Riot Grrrl Kathleen Hanna, da banda Bikini Kill, e com a baixista da banda L7, Jennifer Finch. Dave Grohl casou-se duas vezes. A primeira vez foi com a fotógrafa Jennifer Youngblood de 1993 a 1997. Depois do divórcio, Grohl teve relacionamentos com duas musicistas, a cantora Louise Post do grupo Veruca Salt e a baixista  Melissa Auf der Maur, e com uma snowboarder profissional, Tina Basich. Após conhecer a produtora da MTV Jordyn Blum, casou-se com ela em  2 de Agosto de 2003, em Los Angeles. No dia 15 de Abril de 2006, Grohl e sua esposa comemoraram a chegada de sua primeira filha, Violet Maye. Seu nome foi escolhido em homenagem à avó materna de Dave Grohl. Em 17 de Abril de 2009, nasceu a segunda filha do casal, Harper Willow. Em 1º de agosto de 2014, nasceu sua terceira filha, Ophelia Saint, dias antes da morte do pai de Dave, James Harper Grohl, aos 75 anos.
Em setembro de 2024, Dave Grohl admitiu ter traído a esposa, revelando ter uma filha fora do casamento. 

## Discografia

### com Mission Impossible
- Alive & Kicking (1985) WGNS Recordings - "I Can Only Try"
- 77 KK (1985) 77 KK Records - "Life Already Drawn"
- Getting Shit for Growing Up Different (1986) Dischord Records/Sammich Records

### comDain Bramage
- I Scream Not Coming Down (1986) Fartblossom Enterprizes

### comScream
- No More Censorship (1988) RAS Records
- Live at Van Hall in Amsterdam (1988) Konkurrel Records
- Your Choice Live Series Vol.10 (1990) Your Choice Records
- Fumble (Recorded 1989 / Released 1993) Dischord Records

### comNirvana
- Nevermind (1991) DGC
- Hormoaning (1992) DGC/Geffen
- Incesticide (1992) Sub Pop/DGC
- In Utero (1993) DGC/Geffen
- MTV Unplugged in New York (1994) DGC/Geffen
- Singles (1996) DGC/Geffen
- From the Muddy Banks of the Wishkah (1996) DGC/Geffen
- Nirvana (2002) DGC/Geffen
- With the Lights Out (2004) DGC/Geffen/Universal
- Sliver: The Best of the Box (2005) DGC/Geffen/Universal
- Live at Reading (2009) Geffen
- Icon (2010) Universal

### com Late!
- Pocketwatch (1992) Simple Machines

### com Foo Fighters
- Foo Fighters (1995) Roswell/Capitol
- The Colour and the Shape (1997) Roswell/Capitol
- There Is Nothing Left to Lose (1999) RCA
- One by One (2002) RCA
- In Your Honor (2005) RCA
- Five Songs and a Cover (2005) RCA
- Skin and Bones (2006) RCA
- Echoes, Silence, Patience & Grace (2007) RCA
- Greatest Hits (2009) RCA
- Wasting Light (2011) RCA
- Medium Rare (2011) Roswell/RCA
- Sonic Highways (2014) RCA
- EP Saint Cecilia (2015) RCA
- Concrete and Gold (2017) RCA
- Hail Satin (2021) RCA
- Medicine at Midnight (2021) RCA
- But Here We Are (2023) Roswell/RCA

### com Harlingtox A.D.
- Harlingtox Angel Divine (1996) Laundry Room Records

### com Tenacious D
- Tenacious D (2001) Epic Records
- The Pick of Destiny (2006) Epic Records
- Rize of the Fenix (2012) Columbia Records

### com Queens of the Stone Age
- Songs for the Deaf (2002) Interscope Records
- ...Like Clockwork (2013) Matador Records

### com Probot
- Probot (2004) Southern Lord/Roswell

### com Them Crooked Vultures
- Them Crooked Vultures (2009) DGC/Interscope